# Sunnmøre tingrett
Sunnmøre tingrett is een tingrett (kantongerecht) in de Noorse fylke Møre og Romsdal. Het gerecht is gevestigd in Ålesund.  
Het gerechtsgebied omvat de gemeenten Fjord, Giske, Hareid, Stranda, Sula, Sykkylven, Ulstein en Ålesund. Sunnmøre maakt deel uit van het ressort van Frostating lagmannsrett. In zaken waarbij beroep is ingesteld tegen een uitspraak van Nordmøre zal de zitting van het lagmannsrett meestal ook worden gehouden in Ålesund.